# Gjerrild
Gjerrild är en ort med 412 invånare i Norddjurs kommun, Danmark.

## Historia
Nordöst ligger en gravhög med vikingatida myndfynd, Gjerrildsskatten. Gjerrilds kyrka är en kyrka i romansk stil. I närheten av orten ligger Sostrup slott.
I byns fanns en station längs Gjerrildbanen. Station byggdes 1911 och var ändhållplats (för sträckan Ryomgård-Gjerrild) tills dess linjen hela vägen till Grenå blev färdig 1917. Stationen utgjorde också huvudkontoret för järnvägslinjen fram till 1949. Järnvägslinjen var i drift till 1956.